# Зеленков переулок
Зеленко́в переулок — переулок в Выборгском районе Санкт-Петербурга. Проходит от улицы Смолячкова до Беловодского переулка.

## История
Первоначальное название Глухая улица известно с 1798 года. Современное название Зеленков переулок появилось в 1822 году, дано по фамилии землевладельца купца Зеленкова.

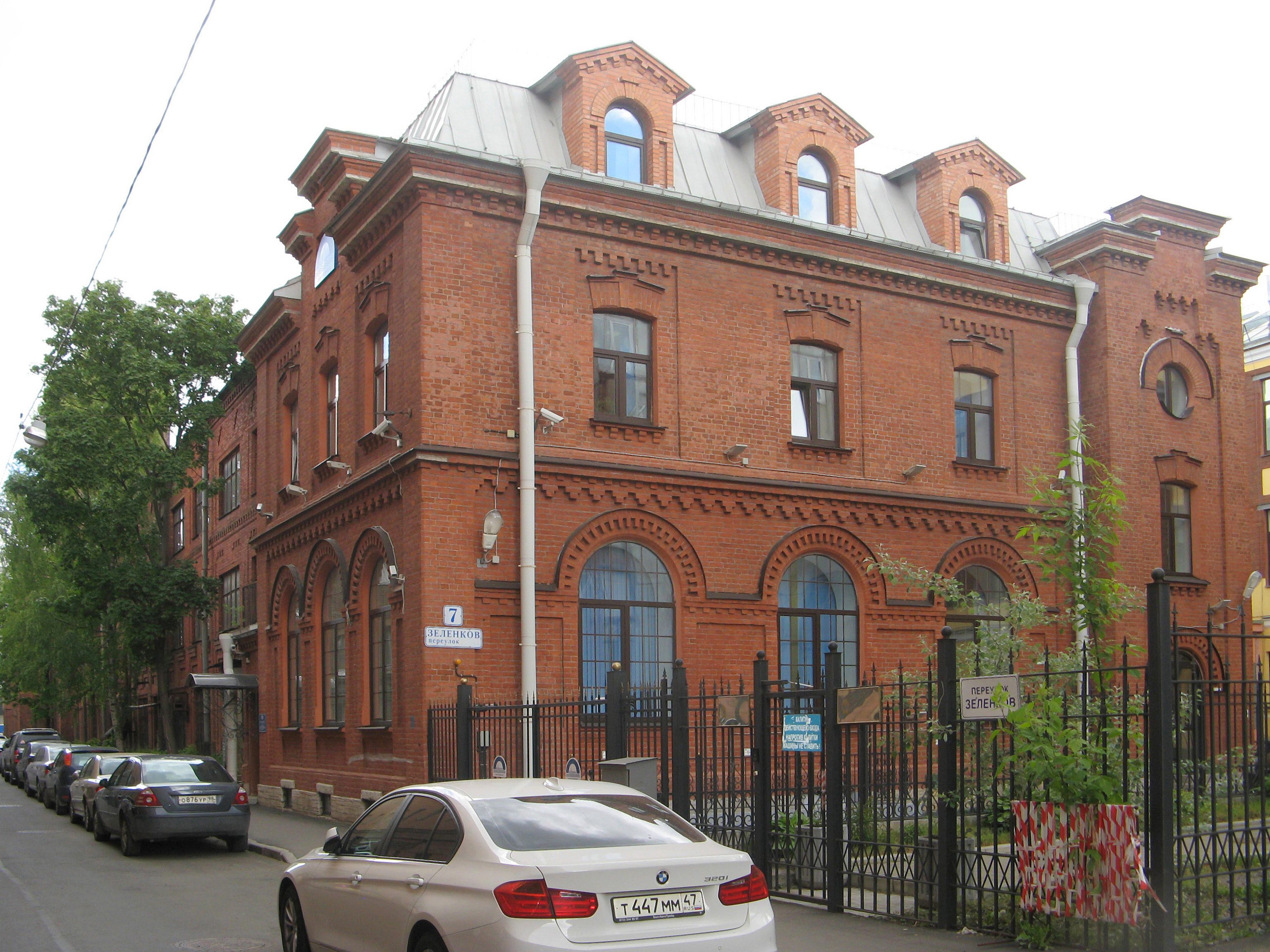
Здание водопроводной перекачивательной станции

## Достопримечательности
- Дом № 1 (Ловизский переулок, д. № 2 / улица Смолячкова, д. № 4а (6)) — бывший корпус тигельного завода К. П. Моргана, построенный в 1909—1915 годах по проекту архитектора Ф. Ф. Постельса. Снесен в 2013 году (с частичным сохранением внешних стен) в связи со строительством на этом участке бизнес-центра[3][4].
- Дом № 2 (улица Смолячкова, д. № 4) — доходный дом Тонковой, построен в 1909 году по проекту гражд. инж. П. П. Сватковского. В 1960-х годах вошёл в комплекс завода по переработке пластмасс им. «Комсомольской правды».  памятник архитектуры (вновь выявленный объект)[5]
- Дом № 6 (Выборгская набережная, д. № 41) — бывший корпус тигельного завода К. П. Моргана, построенный в 1909—1915 годах по проекту архитектора Ф. Ф. Постельса. В настоящее время входит в комплекс завода по переработке пластмасс им. «Комсомольской правды».
- Дом № 7 — здание водопроводной перекачивательной станции, построено в 1900 году, в настоящее время принадлежит «Водоканалу».  памятник архитектуры (вновь выявленный объект)[5]
- Дом № 7А (на территории завода «Лентеплоприбор») — бывший ночлежный дом им. Т. В. Колобовой, построен в 1910 году. В настоящее время в здании находится филиал Научной библиотеки Северо-Западной академии государственной службы.  памятник архитектуры (вновь выявленный объект)[5]
- Дом № 7А литера 3 (бывш. № 9) — бывшее производственное здание Выборгской бумагопрядильни Г. Смалла. Архитекторы: Ф. К. фон Пирвиц (1889), С. В. Баниге (1894, надстройка и расширение), Н. Н. Егоров (1907—1908, расширение), Ф. Ф. Постельс (1909, 1911, 1914, расширение)[6].